# Thomas Fuchs (Manager)
Thomas Fuchs (* 23. Juli 1965 in Hamburg) ist ein deutscher Jurist und Medienmanager. Am 18. August 2021 wurde er zum Hamburgischen Beauftragten für Datenschutz und Informationsfreiheit gewählt.

## Leben
Thomas Fuchs ist ein Sohn der SPD-Politiker Anke Fuchs und Andreas Fuchs, einem ehemaligen Bremer Staatsrat. Er besuchte Schulen in Frankfurt und Bonn. Danach leistete er Zivildienst und absolvierte eine Ausbildung zum Bankkaufmann. Er studierte Rechtswissenschaften, Philosophie und Europäisches Recht in Hamburg und Brüssel. 1993 legte er das erste Staatsexamen ab. Anschließend verbrachte er die Referendarzeit in Bremen und erlangte gleichzeitig einen Masterabschluss (LL.M. Eur.) am Zentrum für Europäische Rechtspolitik der Universität Bremen. 1995 bestand er das zweite Staatsexamen und arbeitete freiberuflich als Rechtsanwalt.
1996 trat Fuchs in den Staatsdienst der Freien und Hansestadt Hamburg ein. Dort war er als Rundfunkreferent der Länder und von 1999 bis 2001 als persönlicher Referent von Wirtschaftssenator Thomas Mirow tätig. Danach war er Leiter der Präsidialabteilung der Behörde für Wissenschaft und Forschung (2001 bis 2004) sowie der Abteilung Theater, Musik und Bibliotheken in der Kulturbehörde (2004 bis 2007). Zudem saß er seit 2005 im Vorstand der Stiftung Elbphilharmonie. 2008 wurde er Direktor der Medienanstalt Hamburg/Schleswig-Holstein in Norderstedt. Er ist unter anderem Mitglied der Konferenz der Direktoren der Landesmedienanstalten (2011/2012 Vorsitzender, seit 2020 Themenbeauftragter „Intermediäre“), der Kommission für Zulassung und Aufsicht, der Kommission für Jugendmedienschutz sowie seit 2019 des Kuratoriums des Hans-Bredow-Instituts. Seit 2014 ist er Koordinator des Fachausschusses „Netze, Technik, Konvergenz“ der Medienanstalten. 2018 trat er seine dritte fünfjährige Amtszeit als Direktor der Medienanstalt Hamburg/Schleswig-Holstein an.
Am 18. August 2021 wurde Fuchs von der Hamburgischen Bürgerschaft zum Hamburgischen Beauftragten für Datenschutz und Informationsfreiheit gewählt. Er war von der rot-grünen Koalition vorgeschlagen worden und einziger Kandidat der Wahl, bei der er 88 der 92 abgegebenen Stimmen erhielt. Er hat das Amt als Nachfolger von Johannes Caspar am 1. November 2021 angetreten.
Fuchs ist verheiratet und hat zwei Töchter.